# Matt Forte
Matt Forte (Lake Charles, Luisiana, Estados Unidos, 10 de diciembre de 1985) es un jugador profesional de fútbol americano de la National Football League que juega en el equipo New York Jets, en la posición de Running back con el número 22.

## Carrera deportiva
Matt Forte proviene de la Universidad Tulane y fue elegido en el Draft de la NFL de 2008, en la ronda número 2 con el puesto número 44 por el equipo Chicago Bears (2008-2015).
Actualmente se encuentra en activo como jugador de los New York Jets.

## Estadísticas generales
| Yardas | Touchdowns | Promedio |
| 768    | 4          | 4.0      |